# Ілюзія Герінга
Ілюзія Герінга — оптична ілюзія, виявлена німецьким фізіологом Евальдом Герінгом у 1861 році.
Дві вертикальні лінії на малюнку прямі, але вони виглядають таки, що відхиляються назовні. Спотворення створюється за рахунок тла, яке викликає помилкове враження глибини. Одним з варіантів цієї ілюзії є ілюзія Орбісона, а ілюзія Вундта виробляє аналогічний, але інтровертований ефект.

Ілюзия Герінга